# Ferdinand Isaac
Pour les articles homonymes, voir Isaac (homonymie).
Ferdinand Isaac, né le 22 septembre 1860 à Constantine (Algérie) et mort le 24 août 1915 à Paris, est un haut fonctionnaire français.

## Biographie
Charles-Ferdinand Isaac est le fils d'un banquier, Émile-Ernest Isaac. Il appartient à une famille juive algérienne que l'on disait d'origine allemande et naturalisée française à la faveur du décret Crémieux. Selon l'historien Pierre Birnbaum, les Isaac seraient plutôt originaires de Lorraine et n'auraient donc pas eu besoin de bénéficier du décret de 1870. Émile Isaac est un notable républicain de Constantine, membre du conseil municipal de la ville et du conseil d'administration du journal L'Indépendant de Constantine. Il est l'oncle d'Emma Isaac, épouse du peintre André Brouillet.
Après des études à Sainte-Barbe à Paris, Ferdinand Isaac passe un baccalauréat ès sciences puis accomplit son service militaire dans l'artillerie.
Sa carrière dans l'administration débute à Saïgon, en Cochinchine française. En 1884, il y est nommé commis rédacteur de 2e classe par le gouverneur de la Cochinchine, Charles Thomson. Quelques mois plus tard, il passe du secrétariat général de la direction de l'Intérieur au cabinet du gouverneur. Il doit probablement cette affectation aux liens politiques existant entre son père et le frère du gouverneur, Gaston Thomson, député de Constantine.
Chef de cabinet du préfet de la Dordogne depuis 1886, Isaac est nommé sous-préfet de Puget-Théniers le 26 août 1887. Le 22 mars 1889, il est nommé sous-préfet d'Avesnes-sur-Helpe, où il contribue à la défaite des boulangistes lors des élections législatives.
En décembre 1890, il se rend pour quelques jours dans sa ville natale, où son père vient de mourir après avoir été retrouvé défenestré et empalé sur une grille en bas de sa maison de Dar-el-Bey.
De retour dans le Nord, le sous-préfet Isaac est bientôt confronté à l'effervescence du mouvement ouvrier autour de la ville industrielle de Fourmies. À la demande du maire, Auguste Bernier, et du patronat de la ville, il organise l'envoi de deux compagnies d'infanterie afin de maintenir l'ordre aux côtés des gendarmes lors des manifestations du 1er mai. Des incidents se sont déjà produits quand Isaac, de retour d'une visite à Wignehies, arrive à la mairie de Fourmies vers 17h30 en évitant les pierres des manifestants. Au cours de l'heure suivante, les soldats ouvrent le feu sur la foule, tuant neuf personnes et blessant une trentaine d'autres.

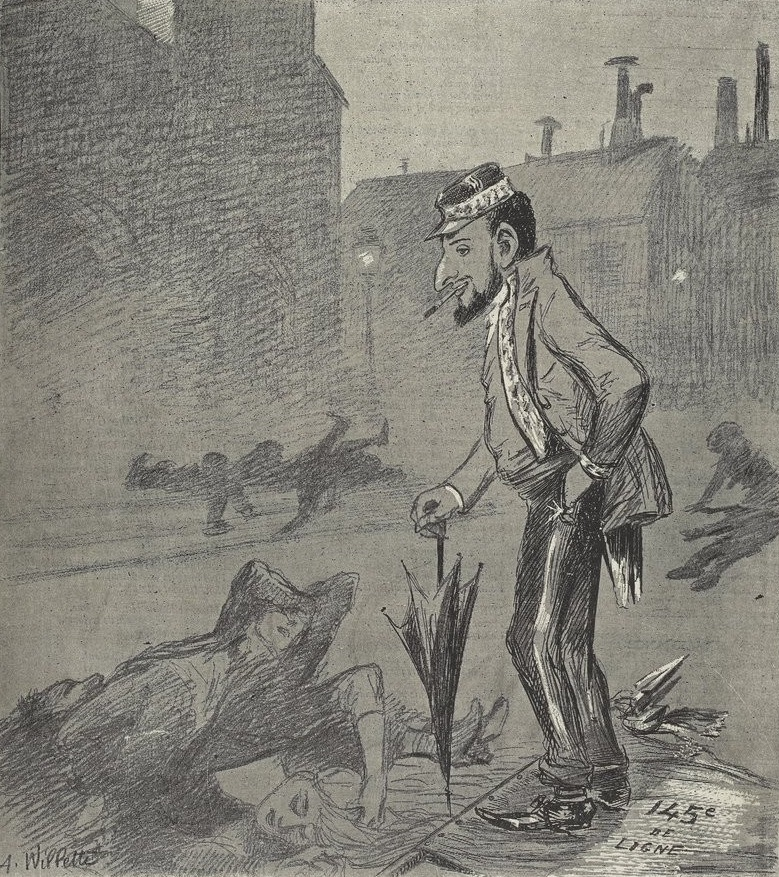
« Monsieur Isaac et son œuvre », caricature antisémite de Willette (Le Courrier français, 10 mai 1891).

La fusillade de Fourmies provoque un choc d'ampleur nationale dans l'opinion publique. Persuadés d'avoir trouvé un responsable conforme à leurs préjugés racistes, les journalistes et les essayistes antisémites accablent Ferdinand Isaac. Ainsi, L'Intransigeant d'Henri Rochefort juge que « l'exécuteur des provocations criminelles et de la terrible répression qui les a suivies est le sous-préfet d’Avesnes, un jeune juif de vingt-sept ans [sic], nommé Isaac ». Le même journal consacre plusieurs articles haineux au « youtre Isaac » et n'hésite pas à salir la mémoire de son père. À travers le sous-préfet, Rochefort cherche également à atteindre le ministre de tutelle de celui-ci, Ernest Constans, qui s'est créé de nombreux ennemis lors de la répression du boulangisme. Isaac envoie ses témoins au polémiste, alors exilé à Londres, mais le projet d'une réparation par les armes sera finalement abandonné. En revanche, des duels à l'épée auront bien lieu l'année suivante, en février-mars 1892, contre un rédacteur de l’Intransigeant, Philippe Dubois, contre le marquis de Morès et contre Édouard Drumont, ce dernier ayant publié un ouvrage (Le Secret de Fourmies, Paris, Savine, 1892) dans lequel Isaac et sa famille sont les cibles d'attaques extrêmement violentes.
Cependant, les critiques à l'égard du sous-préfet ne viennent pas seulement des antisémites. Ainsi, lors du procès du socialiste Paul Lafargue, accusé d'avoir encouragé le comportement violent des ouvriers, l'avocat Alexandre Millerand affirme qu'Isaac est l'un des vrais responsables du drame car, dans les instants qui ont précédé la fusillade, il « n'était pas à son poste, enfermé dans la mairie ».
Appelé à remplir des fonctions moins exposées au ministère de l'Intérieur, Ferdinand Isaac est remplacé par le sous-préfet de Fontenay, Letailleur, à l'occasion du mouvement préfectoral du 8 juin 1891. Outre cette disgrâce professionnelle, Isaac est durablement déconsidéré en société. Ainsi, en 1893, l'annonce de sa réception à la loge maçonnique « La Justice » suscite la réprobation de nombreux francs-maçons, qui estiment que l'admission de l'ancien sous-préfet serait « une tache pour la maçonnerie ».
À l'époque de l'affaire Dreyfus, Isaac collabore au Figaro, qui le charge de recueillir les déclarations du commandant Esterhazy, et au Siècle. Sous le pseudonyme « Jean Testis », il rédige une brochure dreyfusarde intitulée La Trahison : Esterhazy et Schwarzkoppen et parue chez Stock en 1898.
À la fin de sa vie, Ferdinand Isaac réside au no 21 de la rue de la Victoire et travaille comme employé de bureau. Le 24 août 1915, il meurt à l'hôpital Rothschild, au no 76 de la rue de Picpus. Il est inhumé le surlendemain au cimetière de Pantin.